# Vanilla ribeiroi
Vanilla ribeiroi é uma espécie de orquídea de hábito escandente e crescimento reptante que existe no Mato Grosso, Brasil. São plantas clorofiladas de raízes aéreas; sementes crustosas, sem asas; e inflorescências de flores de cores pálidas que nascem em sucessão, de racemos laterais.
Esta espécie pode ser reconhecida entre as Vanilla por apresentar flores brancas de labelo com centro amarelo forte levemente trilobado com barbelas lombricoides internamente; folhas carnosas lineares oblongadas, e sépalas largas de 5 centímetros de comprimento com extremidade côncava.